# Held der sozialistischen Arbeit
Held der sozialistischen Arbeit (russisch Герой Социалистического Труда Geroi Sozialistitscheskowo Truda; scherzhafte Akronyme: Гертруд Gertrud und Гертруда Gertruda) ist ein Titel, den Personen erhielten, die sich durch herausragende und innovative Leistungen um die wirtschaftliche Entwicklung der Sowjetunion verdient gemacht hatten. Es war nach dem Titel „Held der Sowjetunion“ eine der höchsten Auszeichnungen des Landes und wurde wie dieser stets zusammen mit dem Leninorden verliehen.

## Geschichte

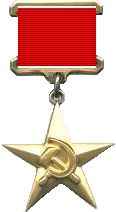
Medaille Hammer und Sichel der „Helden der sozialistischen Arbeit“

Den Titel hat der Oberste Sowjet der UdSSR am 27. Dezember 1938 per Dekret eingeführt. Zuvor hieß die Auszeichnung seit ihrer Einführung 1928 „Held der Arbeit“.
Am 22. Mai 1940 wurde eine eigene Medaille Hammer und Sichel in Gold an rotem Band eingeführt, die zusammen mit dem Leninorden und einer entsprechenden Urkunde verliehen wurde. Wurde die Auszeichnung ein zweites Mal an dieselbe Person verliehen, erhielten sie eine zweite Hammer und Sichel-Medaille. In der Regel wurde auch eine Bronze-Büste angefertigt, die im Heimatort des so Geehrten aufgestellt wurde. Die Auszeichnung mit der Nr. 1 wurde am 20. Dezember 1939, dem Tag vor seinem 60. Geburtstag, Josef Stalin zuerkannt.
Nur das Präsidium des Obersten Sowjets konnte einer Person diesen Titel wieder entziehen. Dies geschah beispielsweise dem Physiker und Nobelpreisträger Andrei Sacharow, der seine drei Auszeichnungen „Held der sozialistischen Arbeit“ im Januar 1980 wieder verlor, nachdem er in westlichen Medien zweimal den Einmarsch der Sowjetunion in Afghanistan kritisiert hatte.
Bis zum 1. September 1971 erhielten 16.245 Personen (darunter 4497 Frauen) diese Auszeichnung. 105 Personen, darunter 25 Frauen, wurden mehrmals geehrt. Bis zu seiner Abschaffung beim Zerfall der Sowjetunion 1991 wurde der Titel über 19.000-mal verliehen.

## Ähnliche Auszeichnungen
Einen Orden mit diesem Namen gab es in sozialistischen Zeiten unter anderem ebenfalls in Albanien und Rumänien. In der DDR hieß die Auszeichnung Held der Arbeit.
In Rumänien gab es zudem die Goldene Medaille „Sichel und Hammer“, mit der Personen mit Verdiensten um den Aufbau des Sozialismus geehrt wurden.
Russlands Präsident Putin hat im März 2013, mehr als 20 Jahre nach dem Ende der Sowjetunion, die Auszeichnung „Held der Arbeit der Russischen Föderation“ per Dekret eingeführt. Die Träger erhalten neben einer Urkunde auch eine Medaille aus Gold mit einem Gewicht von 15,25 Gramm.

## Belege
1. ↑  Herwig Kraus: Sowjetrussische Vornamen: Ein Lexikon. Walter De Gruyter, Berlin 2013, S. 80 (Digitalisat bei Google Books).
2. ↑  Putin will wieder „Helden der Arbeit“ auszeichnen. In: SZ, 29. März 2013.